# Alicia Urreta

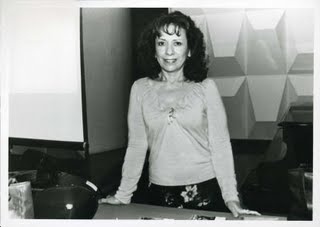
Alicia Urreta, fotografía de Graciela Agudelo.

María del Pilar Alicia Urreta Arroyo (Veracruz, 12 de octubre de 1930- Ciudad de México, 18 de diciembre de 1986) fue una pianista y compositora mexicana.

## Biografía
Alicia Urreta nació en el Puerto de Veracruz el 12 de octubre de 1930. Quedó huérfana de madre a los cinco años, y a esa edad fue llevada a la Ciudad de México. Ingresa al Conservatorio Nacional de Música en 1947 ( Ciudad de México), donde fue alumna de Rodolfo Halffter (1900-1987) y estudió armonía. En 1951 ingresó como pianista acompañante en la entonces prestigiosa Academia de la Danza Mexicana. Desde 1957, trabajó como concertista de piano Ingresó a la Orquesta Sinfónica Nacional (México) como pianista titular (1953) y como profesora en el Instituto Politécnico Nacional, donde enseñó música electrónica y electroacústica. Se especializó en composición de música electrónica y electroacústica en la Schola Cantorum de París. Además de su carrera como compositora, destaca su trabajo en el ámbito de la música de cámara y también de la música orquesta, pues se desempeñó como pianista, intérprete de la celesta e instrumentos de percusiones en la Orquesta Sinfónica Nacional (México).
Compuso, entre otras obras, la ópera de cámara El Romance de Doña Balada, cinco obras musicales para danza contemporánea (entre ellas Tributo, piezas para instrumentos solistas, la Cantata De la Pluma Al Ángel, estrenada en la Catedral Metropolitana de la Ciudad de México, música incidental para teatro (entre ellas Sotoba Komachi (teatro Noh), Los Novios de la Torre Eiffel, La Higiene de los Placeres y de los Dolores, etc), música concreta  y bandas sonoras de películas y de teatro.
Fue importante divulgadora de la música contemporánea mexicana y española, y junto con Carlos Cruz de Castro creó el Festival Hispano Mexicano de Música Contemporánea, el primero en su tipo en México y España. Durante los años de existencia del FHMMC, se estrenaron obras de importantes compositores mexicanos y españoles y se interpretaron obras de autores jóvenes. Entre los compositores de diversas generaciones se encuentran las presentaciones de obras de Manuel Enríquez, Mario Kuri Aldana, Eduardo Soto Millán, Carles Santos, Ramón Barce, Mario Lavista, Héctor Quintanar, Alfredo Aracil, Rodolfo Halffter, etc. El festival también fue plataforma de integración entre la música, la danza y la plástica contemporáneas, que incluyó participaciones importantes del artista plástico Federico Silva, los coreógrafos Pilar Urreta, Jorge Domínguez, el director de escena César Brito, etc.
Como compositora entre sus obras más importantes se encuentran "De la Pluma al Ángel", "Esferas Noéticas" para orquesta sinfónica, "Arcana" obra para piano preparado y orquesta sinfónica, "Homenaje a Cuatro" para cuarteto de cuerdas, etc.
Alicia Urreta falleció en su casa de la Ciudad de México la madrugada del 19 de diciembre de 1986, víctima de cáncer de pulmón.

## Obra
- Ralenti para cinta magnética, 1969.

- El romance de Doña Balada – estrenado en 1974, Centro Cultural El Ágora, Ciudad de México;[4]

- Natura Mortis o la verdadera historia de Caperucita Roja para recitante, piano y banda magnética, 1971.

- Estudio sobre una guitarra para banda magnética.

- Cante, homenaje a Manuel de Falla para actores, cantantes, tres bailarines, percusión y banda magnética, 1976.

- Salmodia II para piano y banda magnética, 1980.

- Selva de pájaros para banda magnética, 1978.

- Dameros II para banda magnética, 1984.

- Dameros III para banda magnética, 1985.

- Cantata de la pluma al ángel, para narrador, soprano, tenor, barítono, coro mixto, dos órganos, armonio y tres grupos de percusión; con textos basados en la Biblia y en obra de Rafael Alberti, Jorge Luis Borges, Peter Lamborn, Carlos Pellicer y Mariano Rivera, en adaptación hecha por la misma compositora. El estreno de esta cantata se llevó a cabo en la Catedral Metropolitana de la Ciudad de México bajo la dirección musical del organista Felipe Ramírez Ramírez.

## Honores

### Eponimia
- Centro Educativo Alicia Urreta, Santiago Choapam, Oaxaca[5]